# Козелице (гмина)
Козелице (пол. Kozielice) — сельская гмина (волость) в Польше, входит как административная единица в Пыжицкий повет, Западно-Поморское воеводство. Население — 2618 человек (на 2005 год).